# Komorská vlajka

Komorská vlajka
Poměr stran: 3:5

Vlajka Komor je tvořena čtyřmi vodorovnými pruhy (žlutým, bílým, červeným a modrým), se zeleným žerďovým klínem s vrcholem ve středu listu. V klínu je bílý půlměsíc s cípy směřujícími k vlajícímu okraji, mezi nimiž jsou pod sebou čtyři bílé, pěticípé hvězdy.
Barvy pruhů symbolizují ostrovy federace, s výrazným stupněm autonomie, mezi které se tradičně počítá i Mayotte, v současnosti zámořský region a zároveň zámořský departement Francie, a vyskytují se na vlajkách ostrovů. Žlutý: Mwali (francouzsky Mohéli), bílý: Mahoré (fr. Mayotte), červený: Nzwani (fr. Anjouan) a modrý: Ngazidja (fr. Grande Comore). Zelený klín s půlměsícem jsou symbolem islámu, čtyři hvězdy jsou také symbolem čtyř ostrovů.

Rozměry komorské vlajky

## Historie
6. července 1975 získaly Komory nezávislost na Francii. Do roku 1992 se užívala zelená vlajka s bílým půlměsícem a čtyřmi pěticípými hvězdami šikmo svisle pod sebou.

Francouzská vlajka Komor (1887–1963)
Komorská vlajka (1963–1975) Poměr stran: 2:3
Komorská vlajka  (1975–1978) Poměr stran: 5:7
Komorská vlajka (1978–1992) Poměr stran: 3:5

Od roku 1992 se půlměsíc pootočil a hvězdy byly nad ním ve vodorovné poloze.
V roce 1996 byl znak půlměsíce opět otočen k vlajícímu okraji a hvězdy byly umístěny vertikálně. Do horního rohu a dolního cípu byla přidána stylizovaná jména Alláh (اللّه) a Mohamed (مهمّد).

Komorská vlajka (1992–1996) Poměr stran: 3:5
Komorská vlajka (1996–2001) Poměr stran: 3:4
Komorská vlajka (1996–2001) (rubová strana)

23. prosince 2001 byla v celonárodním referendu schválena nová ústava země. Bylo tak ukončeno chaotické období, které začalo v roce 1997 separatistickými pokusy ostrovů Nzwani (Anjouan) a Mwali (Mohéli) a pokračovalo několika pokusy o státní převrat. Ústava kromě vlajky zavedla nový úřední název státu, Komorská unie (L'Union des Comores; Udzima wa Komori), a současně poskytla jednotlivým ostrovům širokou autonomii. Autonomní ostrovy mají vlastní ústavy, prezidenty, vlády a také vlastní vlajky a hymny. Nová vlajka Komor, popsaná v článku č. 1 nové ústavy, byla poprvé vztyčena 31. prosince 2001.

## Vlajky komorských autonomních ostrovů

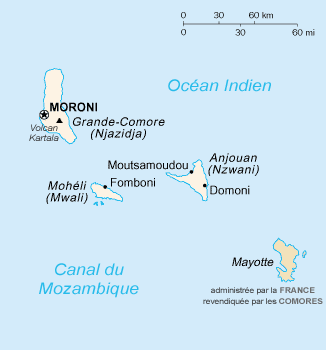
Mapa Komor s autonomními ostrovy

Federace se skládá ze 3 autonomních ostrovů, užívajících své vlajky.
10. března 2002 byla schválena ústava Autonomního ostrova Mwali (francouzsky Mohéli). V ústavě ostrova symboly tohoto území popsány nebyly, obvykle se však uváděla separatistická červená vlajka se žlutým žerďovým pruhem. Na portrétu prezidenta ostrova z roku 2002 byla vedle nové komorské vlajky vidět žlutá část další vlajky s bílým půlměsícem a hvězdou (bez černého žerďového pruhu jako na obrázku, ten však nemusel být vidět). Zřejmě od roku 2003 je vlajkou ostrova žlutý list s červenou hvězdou uprostřed.

Mwali (Mohéli) (1997–1998) Poměr stran: 2:3
Mwali (Mohéli) (2002–2003) Poměr stran: 2:3
Mwali (Mohéli) Poměr stran: 2:3

Ústava autonomního ostrova Nzwani (francouzsky Anjouan) byla schválena 10. března 2002, v článku č. 2 byla stanovena vlajka ostrova – červený list s tradičním anjouanským symbolem, rozevřenou bílou pravicí nad bílým půlměsícem.

Nzwani (Anjouan) (1997–2012) Poměr stran: 2:3
Nzwani (Anjouan) Poměr stran: 2:3

7. dubna 2002 byla v referendu schválena nová ústava autonomního ostrova Ngazidja (fr. Grande Comore). V článku č. 3 byla zavedena nová vlajka, tvořená modrým listem s bílým půlměsícem u žerdi, jehož cípy směřují k vlajícímu okraji a mezi nimiž jsou seřazeny pod sebou čtyři bílé hvězdy.

Ngazidja (Grande Comore) Poměr stran: 2:3

K ostrovům federace se tradičně počítá i Mayotte, v současnosti zámořský region a zároveň zámořský departement Francie.

Neoficiální vlajka Mayotte patřící k Francii Poměr stran: 2:3